# Виган вориорси
Виган вориорси су професионалан енглески рагби 13 клуб.  

## Историја
Клуб је основан 21.11.1872. од стране играча крикета. 
18.1.1873. Виган је одиграо прву такмичарску утакмицу против Ворингтона.
6.9.1902. Виган је одиграо прву утакмицу на стадиону Централ парку и победио Бетли 14-8 пред 9 000 гледалаца.
У досадашњој историји Виган вориорси су освојили 24 титуле, 21 куп и 5 светских титула. Виган се убраја у најтрофејније и највеће рагби 13 клубове на Свету са дугачком традицијом.
Утакмице као домаћини играју на стадиону Брик комунити. 

## Успеси
Суперлига
Прваци 24 пута, 1908–09, 1921–22, 1925–26, 1933–34, 1945–46, 1946–47, 1949–50, 1951–52, 1959–60, 1986–87, 1989–90, 1990–91, 1991–92, 1992–93, 1993–94, 1994–95, 1995–96, 1998, 2010, 2013, 2016, 2018, 2023, 2024
Вицепрваци 17 пута, 1909–10, 1910–11, 1911–12, 1912–13, 1923–24, 1963–64, 1970–71, 1974–75, 1985–86, 1988–89, 1996, 2000, 2001, 2003, 2014, 2015, 2020
Куп изазивача
Победници 21 пут, 1923–24, 1928–29, 1947–48, 1950–51, 1957–58, 1958–59, 1964–65, 1984–85, 1987–88, 1988–89, 1989–90, 1990–91, 1991–92, 1992–93, 1993–94, 1994–95, 2002, 2011, 2013, 2022, 2024
Финалисти 12 пута, 1910–11, 1919–20, 1943–44, 1945–46, 1960–61, 1962–63, 1965–66, 1969–70, 1983–84, 1998, 2004, 2017.
Светски клупски изазов
Прваци Света 5 пута,  1987, 1991, 1994, 2017, 2024.
Вицепрваци Света 4 пута, 1992, 2011, 2014, 2019.

## Легенде клуба
Највише одиграних утакмица - Џим Саливен 774 утакмица
Највише постигнутих поена - Џим Саливен 4 883 поена
Највише забијених есеја - Били Бостон 478 есеја
Највише забијених голова - Џим Саливен 2 317 голова

## Тренери, стручни штаб
Мет Пит, главни тренер
Шон Олофлин, помоћни тренер
Томи Леулуј, помоћни тренер

## Први тим, тренутни састав
Први тим
| Играч                 | Позиција |
| --------------------- | -------- |
| Лијам Фарел (капитен) |          |
| Џеј Филд              |          |
| Адам Кејран           |          |
| Џејк Вардл            |          |
| Лијам Маршал          |          |
| Беван Френш           |          |
| Хери Смит             |          |
| Етан Хавард           |          |
| Бред Онил             |          |
| Лук Томпсон           |          |
| Џуниор Нсемба         |          |
| Кејд Елис             |          |
| Вили Иса              |          |
| Патрик Маго           |          |
| Лијам Бирн            |          |
| Крус Лиминг           |          |
| Тајлер Дупри          |          |
| Харви Хил             |          |
| Сем Волтерс           |          |
| Зек Екерлси           |          |
| Том Форбер            |          |
| Џек Феримонд          |          |
| Сем Есех              |          |
| Џејкоб Даглас         |          |
| Харви Макин           |          |
| Тијаки Чан            |          |